# Adenylátcykláza

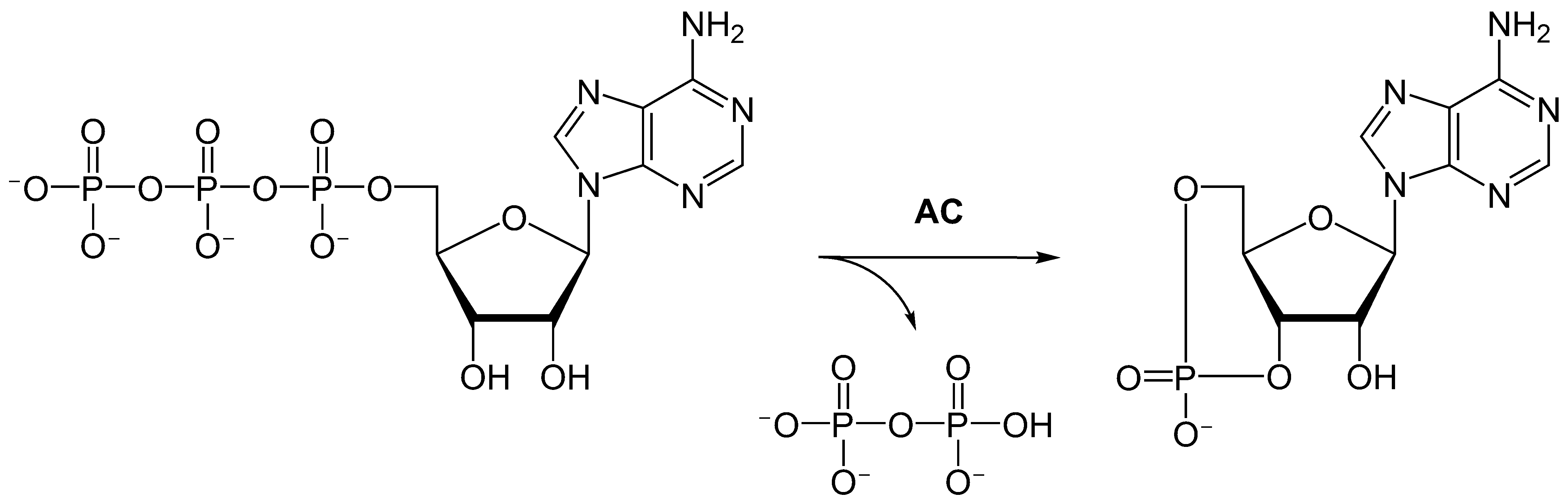
Reakce katalyzovaná adenylátcyklázou

Adenylátcykláza (též adenylylcykláza, případně adenylcykláza) je enzym, jenž katalyzuje syntézu cyklického adenosinmonofosfátu (cAMP). Substrátem mu je ATP a celý proces je v podstatě navozen odštěpením pyrofosfátové skupiny z výchozí molekuly ATP. Cyklický AMP má v buňce mnoho významných signálních funkcí; konkrétně u člověka totiž například ovlivňuje metabolismus glukózy, učení, paměť a buněčný růst.

## Přenos signálu
V typizovaném případě platí, že se z vnějšího prostředí dostane na povrch buňky jistá signální molekula (první posel). Ta nepřekročí membránu, ale naváže se na receptor a způsobí na druhé straně membrány biochemickou kaskádu, v níž může být aktivována adenylátcykláza. Ta následně vyrobí cAMP, jenž patří mezi známé druhé posly účastnící se ve vnitrobuněčné regulaci.
Celá mašinérie adenylátcyklázy sestává obvykle ze tří strukturních částí. První je nějaký receptor spřažený s G proteinem, druhou je G protein, a konečně třetí je samotná katalytická jednotka adenylátcyklázy.